# جون ديفيس (مغني)
جون ديفيس (بالإنجليزية: John Davis)‏ هو مغني ومغن مؤلف أمريكي، ولد في 12 أبريل 1974 في تينيسي في الولايات المتحدة.